# The Turkish Journal of Pediatrics
The Turkish Journal of Pediatrics (букв. Турецкий журнал педиатрии) — это ежеквартальный рецензируемый медицинский журнал, посвящённый педиатрии. Он был основан в 1958 году Ихсаном Догромачи. Главный редактор Тургай Джошкун. Он издаётся Турецким национальным педиатрическим обществом, официальным журналом которого является.

## Индексирование
Журнал индексируется в:
- BIOSIS Previews[англ.]
- CAB Abstracts[1]
- Chemical Abstracts[2]
- EBSCOhost
- Embase[англ.][3]
- Global Health[4]
- Index Medicus[англ.]/MEDLINE/PubMed[5]
- International Bibliographic Information on Dietary Supplements[англ.]
- Science Citation Index Expanded[6]
- Scopus[3]
- Tropical Diseases Bulletin[3]

Согласно Journal Citation Reports, у журнала в 2013 году был импакт-фактор 0,339, и занимал 112-е место из 118 журналов в категории "Педиатрия".